# Glaucopsyche argali
Espèce
Glaucopsyche argali est un insecte lépidoptère de la famille des Lycaenidae, de la sous-famille des Polyommatinae, du genre Glaucopsyche.

## Dénominations
Glaucopsyche argali a été nommé par Elwes en 1899.
Synonymes : Lycaena argali Elwes, 1899.

### Noms vernaculaires
Il se nomme en anglais Arrowhead  Blue.

### Sous-espèces
- Glaucopsyche argali argali dans le sud-est de l'Altaï
- Glaucopsyche argali arkhar (Lukhtanov, 1990)dans l'Altaï[1].

## Description
C'est un petit papillon bleu argenté bordé de marron violacé et à suffusion basale bleu marine.
Le revers est ocre beige avec une partie basale foncée presque noire surtout importante aux postérieures et une ornementation sous forme de ligne submarginale de grosse taches noires de formes diverses aux antérieures et de ligne médiane de points noirs aux postérieures.

## Biologie

### Plantes hôtes
Les plantes hôtes de sa chenilles sont des Oxytropis.

## Écologie et distribution
Il est présent en Asie, en Mongolie et dans l'Altaï.

### Protection
Glaucopsyche argali est inscrit sur le Red Data Book de Russie.